# غاز سیخ‌بال
غاز سیخ‌بال (نام علمی: Plectropterus gambensis) نام یک گونه از خانواده مرغابیان است.